# Jean-Charles de Carnin de Staden
Jean-Charles de Carnin de Staden (Ieper, 18 januari 1746 - Brugge, 2 mei 1826) was schepen van het Brugse Vrije en lid van de Eerste Kamer.

## Levensloop
De familie de Carnin beschikte sinds 1616 over adelbrieven in de Zuidelijke Nederlanden, naast adellijke erkenningen vanwege de Franse koningen.
Onder het ancien régime was Jean-Charles de Carnin baron van Male en Slype, heer van Roosebeke, schepen van het Brugse Vrije.
Hij was een zoon van graaf Jean-François de Carnin de Staden en van Charlotte le Poyvre, vrouwe van Vinderhoute, Merendree en Belsele. Hij promoveerde tot licentiaat in de rechten aan de Universiteit Leuven.
Zijn zus Anne-Charlotte de Carnin (1747-1803), trouwde in 1777 met baron Karel Aeneas de Croeser, burgemeester van Brugge. Zijn zus Isabelle de Carnin (1755-1822) trouwde in 1776 met Joseph van Huerne, pensionaris van Brugge. 
In de Franse tijd was Carnin raadslid van Brugge en lid van het kiescollege van het departement. Na alle regimes te hebben overleefd, was hij er nog bij om in 1814 de toekomstige koning Willem I in Brugge te verwelkomen en om in 1815 naar Den Haag te reizen om hem te feliciteren bij zijn bevestiging als koning van het Verenigd Koninkrijk der Nederlanden.
De Carnin werd in 1816 erkend in de erfelijke adel van het koninkrijk met de titel graaf, overdraagbaar bij eerstgeboorte en werd benoemd in de Ridderschap van de provincie West-Vlaanderen. De koning benoemde hem in 1816 tot lid van de Eerste Kamer der Staten-Generaal, een ambt dat hij bekleedde tot aan zijn dood in 1826.
Hij was in 1785 getrouwd met Marie-Charlotte Joigny de Pamele (1758-1840). Ze hadden een zoon, Edouard Charles Marie Ghislain de Carnin de Staden (Brugge, 14 september 1790 - 16 mei 1819), die tegen het einde van de Franse tijd militair auditeur werd bij de Raad van State en, pas eenentwintig geworden, op 3 oktober 1811 onderprefect werd in Zwolle. Hij vatte zijn werkzaamheden aan op 1 januari 1812. De prefect van de Bovenijssel Carl Gerard Hultman schreef in 1813 aan minister Jean-Pierre de Montalivet dat Carnin actief en ijverig was. Van juli tot september 1813 ging hij zijn ouders bezoeken in Brugge. Na de Slag bij Leipzig legde hij echter in november 1813 zijn functie neer. Ten tijde van het Verenigd Koninkrijk der Nederlanden werd hij nog lid van het college der Gedeputeerde Staten van de provincie West-Vlaanderen en gemeenteraadslid van Brugge en werd in 1816 benoemd tot lid van de Eerste Kamer. 
Zonder andere afstammelingen, was Jean-Charles de laatste van de familie de Carnin.

## Carnin de Vinderhoute
Jean-Charles de Carnin had ook nog een broer, Louis François de Carnin de Vinderhoute (Ieper, 27 februari 1759 - voor 1826), die eveneens in 1816 erkend werd in de erfelijke adel met de titel graaf en benoemd werd in de Ridderschap van de provincie Oost-Vlaanderen. Hij trouwde met Colette Standaert (1765-1830). Het huwelijk bleef kinderloos, en ook dit betekende het einde van het geslacht de Carnin.